# Брунко Илиев
Брунко Илиев е волейболен състезател и треньор. Баща е на известния волейболен национал Ивайло Гаврилов.

## Състезател
Започва волейболната си кариера като войник в Строителните войски, където е забелязан от Тодор Пиперков и привлечен в Славия. С този отбор печели сребърни медали през 1970 година и титлите на България през 1974 и 1975 година.
През 1980 година продължава кариерата си в Истанбул, Турция и достига до трето място за купата на Европа.
Член е на националния състав, спечелил сребърните медали на световното първенство в София през 1970 г. Участва в Олимпиадата в Мюнхен, където българският национален отбор достига до полуфинали.

## Треньор

### Национални отбори
Тренъор на младежкия национален отбор по волейбол, станал европейски шампион за младежи -1986 г.
Води българския национален отбор по волейбол 3 пъти (през 1994 г. – като дебютант в Световната лига достига 4-то място, 1999 и 2004)

### Клубни отбори
Води мъжкия отбор на Левски с които постига 3 златни медала.
Известно време е треньор на юношеските отбори на „Славия“. През 2012 година поема мъжкия отбор на „Славия“.

## Награди

### Състезател
- Сребърен медал от първенството на България (1970 г.)
- Шампион на България със Славия (1974 г. и 1975 г.)
- Сребърен медал от СП за мъже в София (1970 г.)

### Треньор
- Европейски шампион с младежкия национален отбор на България през 1986 г.
- Шампион на България начело с Левски (София) 1999 г., 2000 г. и 2009 г.